# Thomas Stoltz Harvey
Thomas Stoltz Harvey (Louisville, 10 ottobre 1912 – Titusville, 5 aprile 2007) è stato un patologo statunitense.

## Biografia
Fu colui che eseguì l'autopsia sul corpo di Albert Einstein presso il Princeton Hospital il 18 aprile 1955.
Ci sono fonti discordanti sul fatto che Einstein espresse il desiderio di mettere il proprio corpo a disposizione della scienza, Einstein desiderava essere cremato e non ci fu nulla di scritto riguardo al permesso di studiare parti del suo corpo. Il Dr. Harvey decise di sua iniziativa di rimuovere il cervello e conservarlo per effettuare degli studi, anche se dopo pochi giorni ricevette il permesso della famiglia e iniziò a compiere studi. Il cervello pesava 1230 grammi, un peso né eccessivo né ridotto rispetto alla media umana; venne dunque dissipato il concetto che l'intelligenza e il peso cerebrale fossero direttamente collegati. Presso un laboratorio della Pennsylvania University Harvey sezionò il cervello in 240 parti, impiegando tre mesi per completare l'intero processo. Studiò personalmente la materia cerebrale di Einstein e diede l'opportunità ad altri patologi di compiere ricerche, consegnando a chiunque l'avesse chiesto vetrini sui quali aveva applicato personalmente alcuni frammenti cerebrali. Prima di morire Harvey cercò un degno sostituto a cui consegnare la reliquia del fisico. Dopo un rifiuto della nipote consegnò questa al nuovo patologo di Princeton, dove tuttora è conservata.